# Romola Garai
Romola Sadie Garai (IPA: [ˈɹɒmələ ˈseɪdi ˈɡæɹi]; Hong Kong, 6 agosto 1982) è un'attrice britannica.

## Biografia

### Origini e formazione
Romola Garai nasce ad Hong Kong, all'epoca una colonia britannica, il 6 agosto del 1982 da genitori inglesi: il padre, Adrian Earl Rutherford Garai, è un banchiere, nato da una famiglia ebraica di origini ungheresi, mentre la madre, Janet A. Brown, è una giornalista. È la terzogenita di quattro figli. All'età di cinque anni si trasferisce a Singapore, per poi stabilirsi nel Wiltshire, nell'Inghilterra sud-occidentale, tre anni dopo. Dopo aver frequentato la scuola privata Stonar School, a sedici anni si trasferisce a Londra per frequentare la City of London School for Girls: partecipa a diverse rappresentazioni teatrali della scuola, proseguendo al National Youth Theatre, dove viene notata da un agente che le propone d'interpretare la versione giovane del personaggio di Judi Dench nel film per la televisione The Last of the Blonde Bombshells.
Dopo il diploma studia Letteratura Inglese alla Queen Mary University of London, prima di trasferirsi e laurearsi alla Open University.

### Carriera
Il primo ruolo da attrice professionista è nel film per la televisione del 2000 The Last of the Blonde Bombshells; ottiene poi una parte nella serie televisiva Attachments. È questa produzione a portarla a interrompere gli studi per concentrarsi soltanto sulla carriera da attrice. Nel 2002 ha un ruolo nel film Nicholas Nickleby, tratto dall'omonimo classico di Charles Dickens, dove ella interpreta il personaggio secondario Kate Nickleby. Nel 2003 è la protagonista di Il profumo delle campanule, film che le vale una nomination come Migliore stella emergente ai British Independent Film Awards.
Nel 2004 è la protagonista di Dirty Dancing 2, seguito da La fiera della vanità, nel quale interpreta Amelia Sedley. Nel 2005 riceve un'altra nomination ai BAFTA, questa volta come migliore attrice non protagonista, per il ruolo di Siobhan nel film indipendente Il mio cuore balla; sempre per lo stesso ruolo vince il premio British Supporting Actress of the Year dal London Film Critics Circle. Sempre nel 2005 è in un film per la televisione in due parti, The Incredible Journey of Mary Bryant sulla vita avventurosa della prima donna fuggita dalla colonia penale australiana Mary Bryant.
L'anno seguente appare nel ruolo di Celia in As You Like It - Come vi piace, adattamento cinematografico dell'omonima opera teatrale di Shakespeare, in Scoop di Woody Allen e in Amazing Grace di Michael Apted.
Nel 2007, Romola Garai interpreta Angel Deverell nel film Angel - La vita, il romanzo, che le vale una nomination ai Premi Lumière come migliore promessa femminile. Sempre nello stesso anno è nel film Espiazione insieme a Keira Knightley, James McAvoy, Vanessa Redgrave e Brenda Blethyn: per la sua interpretazione, Garai viene nominata come Best Actress agli Evening Standard British Film Awards. È anche in due produzioni teatrali della Royal Shakespeare Company: è Cordelia nel Re Lear e Nina in Il gabbiano. Riprende poi il ruolo di Cordelia anche nella versione televisiva, con Anthony Hopkins.

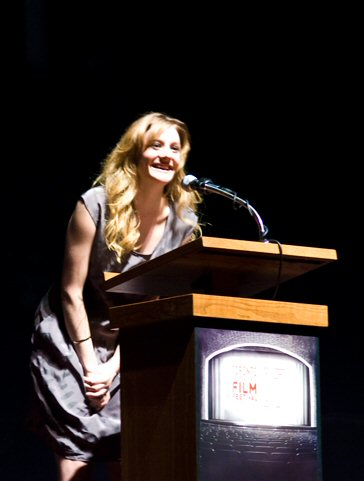
Romola Garai sul palco del Toronto International Film Festival nel 2007

Nel 2008 appare nel film L'ombra del sospetto insieme a Liam Neeson, Laura Linney e Antonio Banderas. Prende parte poi al thriller di Stephen Poliakoff Glorious 39, ambientato durante la seconda guerra mondiale, che viene presentato in anteprima mondiale al Toronto Film Festival.
Nel 2009 interpreta Emma Woodhouse nella miniserie di quattro ore Emma, tratta dall'omonimo romanzo di Jane Austen, che le vale una nomination ai Golden Globe. Viene inoltre annunciata la sua partecipazione al film Nova Scotia, nel ruolo di Lucy Hay, e a Driven. Firma anche per il ruolo della protagonista femminile in I Was Bono's Doppelgänger. Sempre nel 2009, il The Sunday Times Magazine la nomina tra le star nascenti inglesi; a gennaio visita il confine tra Siria e Iraq per girare il corto No Man's Land sulla vita dei profughi.
Nel 2010 è presente nel visual dell'album Further dei Chemical Brothers.
Nel 2011 è la protagonista della miniserie TV in quattro puntate da un'ora The Crimson Petal and the White, tratta dal romanzo di Michel Faber Il petalo cremisi e il bianco. Interpreta anche Bel Rowley nella serie televisiva The Hour, prende parte al film One Day con Anne Hathaway e Jim Sturgess e ottiene la parte della madre single nel film indipendente Junkhearts con Eddie Marsan e Tom Sturridge.
Nel 2012 è nel corto Whitelands ed entra anche nel cast dei film Having You e The Last Days on Mars, entrambi usciti nel 2013.
Nel 2020 veste i panni della grande Eleanor Marx, figlia di Karl, nel biopic sulla vita della attivista Miss Marx, diretto da Susanna Nicchiarelli. Il film viene presentato in concorso durante il Festival di Venezia 2020, dove viene candidato per il Leone d'oro al miglior film.
Nel 2025 riceve due candidature al Laurence Olivier Award alla miglior attrice non protagonista per le sue apparizioni in due drammi teatrali sulle scene londinesi, Giant (diretto da Nicholas Hytner) e The Years (diretto da Eline Arbo), vincendolo per quest'ultimo.

## Filmografia

### Cinema
- Nicholas Nickleby, regia di Douglas McGrath (2002)
- Il profumo delle campanule (I Capture the Castle), regia di Tim Fywell (2003)
- Il mio cuore balla (Inside I'm Dancing), regia di Damien O'Donnell (2004)
- Dirty Dancing 2 (Dirty Dancing: Havana Nights), regia di Guy Ferland (2004)
- La fiera della vanità (Vanity Fair), regia di Mira Nair (2004)
- Una magica notte d'estate (El sueño de una noche de San Juan), regia di Ángel de la Cruz e Manolo Gómez (2005) - voce
- Renaissance, regia di Christian Volckman (2006) - voce
- Scoop, regia di Woody Allen (2006)
- As You Like It - Come vi piace (As You Like It), regia di Kenneth Branagh (2006)
- Amazing Grace, regia di Michael Apted (2006)
- Angel - La vita, il romanzo (Angel), regia di François Ozon (2007)
- Running for River, regia di Angus Jackson - cortometraggio (2007)
- Espiazione (Atonement), regia di Joe Wright (2007)
- L'ombra del sospetto (The Other Man), regia di Richard Eyre (2008)
- Glorious 39, regia di Stephen Poliakoff (2009)
- Babysitting, regia di Sam Hoare - cortometraggio (2011)
- One Day, regia di Lone Scherfig (2011)
- Junkhearts, regia di Tinge Krishnan (2011)
- Whitelands, regia di Immanuel von Bennigsen - cortometraggio (2012)
- The Last Days on Mars, regia di Ruairi Robinson (2013)
- Suffragette, regia di Sarah Gavron (2015)
- Miss Marx, regia di Susanna Nicchiarelli (2020)
- One Life, regia di James Hawes (2023)
- Il critico - Crimini tra le righe (The Critic), regia di Anand Tucker (2023)
- Scoop, regia di Philip Martin (2024)

### Televisione
- The Last of the Blonde Bombshells, regia di Gillies MacKinnon - film TV (2000)
- Attachments – serie TV (2000)
- Perfect, regia di John Strickland - film TV (2001)
- Daniel Deronda, regia di Tom Hooper – miniserie TV, 4 puntate (2002)
- The Incredible Journey of Mary Bryant, regia di Peter Andrikidis – miniserie TV, episodio 1x01 (2005)
- King Lear, regia di Trevor Nunn – film TV (2008)
- Emma – miniserie TV, 4 puntate (2009)
- The Crimson Petal and the White – serie TV, 4 episodi (2011)
- The Hour – serie TV, 12 episodi (2011-2012)
- Il miniaturista (The Miniaturist) – miniserie TV, 2 puntate (2017)
- Becoming Elizabeth - serie TV, 8 episodi (2022)
- Vigil - Indagine a bordo (Vigil) – serie TV, 5 episodi (2023)

## Doppiatrici italiane
Nelle versioni in italiano delle opere in cui ha recitato, Romola Garai è stata doppiata da:
- Georgia Lepore in Scoop (2006), Angel - La vita, il romanzo
- Domitilla D'Amico in Espiazione, One Day
- Francesca Manicone in Emma, Becoming Elizabeth
- Chiara Gioncardi ne Il miniaturista, Scoop (2024)
- Barbara De Bortoli in Suffragette, One Life
- Ilaria Latini in Il profumo delle campanule
- Selvaggia Quattrini in Nicholas Nickleby
- Myriam Catania in Dirty Dancing 2
- Federica De Bortoli in La fiera della vanità
- Francesca Fiorentini in As You Like It - Come vi piace
- Pinella Dragani in Amazing Grace
- Perla Liberatori in L'ombra del sospetto
- Chiara Colizzi in Miss Marx
- Valentina Mari ne Il critico - Crimini tra le righe
- Eleonora Reti in Vigil - Indagine a bordo